# Gozokanal
Der Gozokanal (maltesisch Il-Fliegu t’Għawdex) ist die Meerenge zwischen den Mittelmeerinseln Malta im Südosten und Gozo im Nordwesten.

## Geographie
Der Gozokanal ist zwischen 4,4 und 6,5 Kilometer breit und etwa 7 Kilometer lang. In ihm liegen die Insel Comino – mit einer Fläche von 3 km² die drittgrößte Maltas – und das Felseiland Cominotto.

## Verkehr
Zwischen Ċirkewwa auf Malta und Mġarr auf Gozo verkehrt eine Autofähre der Gozo Channel Line. Handelsschiffen und Schiffen mit einer Länge über 50 m ist das Durchfahren des Gozokanals untersagt.

## Important Bird Area
Der Gozokanal und die angrenzenden Gewässer von Ta’ Ċenċ auf Gozo im Westen bis Rdum tal-Madonna auf Malta im Osten werden von BirdLife International als Important Bird Area (NU020) ausgewiesen. Besonders schutzbedürftig sind der hier vorkommende gefährdete Mittelmeer-Sturmtaucher (Puffinus yelkouan) und der Gelbschnabel-Sturmtaucher (Calonectris diomedea). Die Meerenge ist ein wichtiger Rastplatz auf dem Vogelzug der potenziell gefährdeten Moorente (Aythya nyroca) sowie der Knäk- und der Spießente.